# Bisdom Antsirabé
Bisdom Antsirabé (Latijn: Dioecesis Antsirabensis) is een rooms-katholiek bisdom in Madagaskar gelegen in de kerkprovincie Antananarivo. 

## Geschiedenis
Het bisdom werd op 15 mei 1913 gesticht als apostolische prefectuur van Betafó door paus Pius X. In 1918 veranderde dit onder leiding van paus Benedictus XV in een apostolisch vicariaat en in 1921 werd de naam Betafó veranderd in Antsirabé. Op 14 september 1955 werd het, onder het pausschap van Pius XII, een bisdom.

## Bisschoppen
Apostolisch perfect van Betafó
- François-Joseph Dantin, (M.S.) (24-6-1913 tot 24-8-1918)

Apostolisch vicaris van Antsirabé / Betafó
- Joseph-Paul Futy, (M.S.) (13-2-1947 tot maart 1955)
- Édouard Rostaing, (M.S.) (24-2-1942 tot 18-5-1946)
- François-Joseph Dantin, (M.S.) (24-8-1918 tot 5-7-1941)

Bisschoppen van Antsirabé
- Philippe Ranaivomanana (13-11-2009 tot heden)
- Félix Ramananarivo, (M.S.) (11-111994 tot 13-11-2009)
- Philibert Randriambololona, (S.J.) (19-6-1989 tot 17-12-1992)
- Jean-Maria Rakotondrasoa, (M.S.) (28-2-1974 tot 19-6-1989)
- Claude Rolland, (M.S.) (19-12-1955 tot 15-10-1973)